# Euphorbe maculée
Euphorbia maculata
Espèce
Classification phylogénétique
L'euphorbe maculée (Euphorbia maculata) est une plante herbacée de la famille des Euphorbiacées.

## Habitat et répartition
Originaire d'Amérique du Nord, elle se répand en France à partir de l'ouest et du sud-ouest.

## Description
Elle forme des touffes plaquées sur le sol, pouvant atteindre ou dépasser 30 cm de diamètre. Cette plante est toxique et peut provoquer des irritations cutanées. Les taches plus ou moins pourprées généralement visibles sur les feuilles sont parfois absentes, comme sur l'exemplaire montré sur les photos jointes.

## Autres espèces du genre

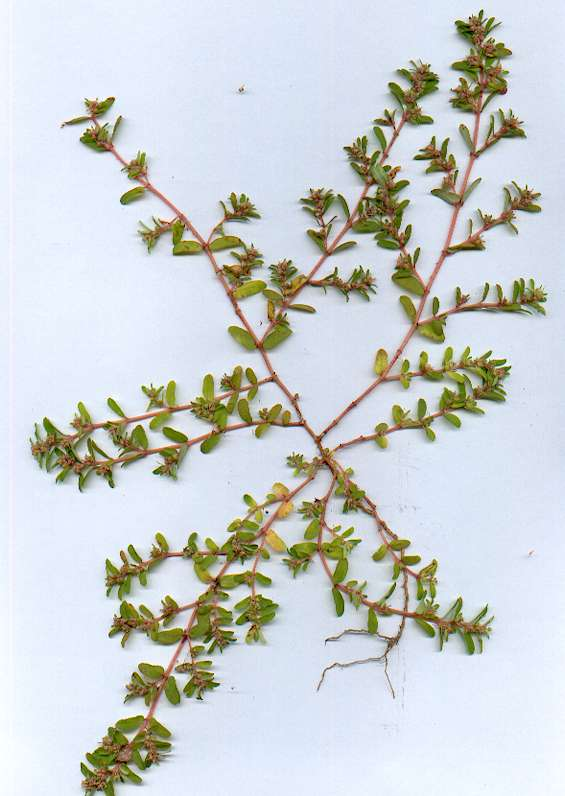
Euphorbia maculata

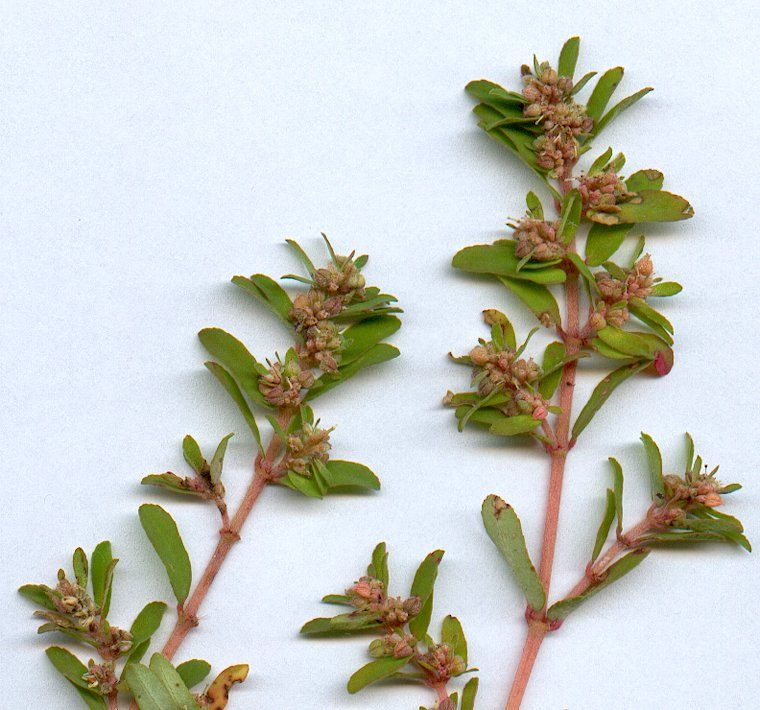
Euphorbia maculata

D'autres euphorbes du même groupe peuvent être différenciées par l'étude de la pilosité :
- Capsules entièrement glabres de même que les tiges.

Graines lisses ; feuilles de moins de 2 fois plus longues que larges, comme Euphorbia humifusa
Graines ridées ; feuilles de plus de 2 fois plus longues que larges, comme Euphorbia glyptosperma
- Capsules plus ou moins velues de même que les tiges.

Capsules couvertes de poils appliqués sur toute leur surface, comme E. maculata
Capsules à poils localisés sur les angles, comme Euphorbia prostrata